# 기노모토정 (미에현)
기노모토정(木本町)은 미에현 미나미무로군에 설치되었던 정이다. 현재의 구마노시에 해당한다.